# Match (bande dessinée)
Pour les articles homonymes, voir Match.
Match est un album de bande dessinée français de Grégory Panaccione, publié le 21 mai 2014 par Delcourt dans la collection Shampooing.

## Synopsis
Un match de tennis presque entièrement muet dessiné point par point, opposant un joueur professionnel, Rod Jones, et un personnage balourd et ridicule, Marcel Coste.

## Genèse de l'album
Grégory Panaccione est lui-même joueur de tennis occasionnel, licencié dans un club de Milan, où il vit. L'album est publié à l'occasion des Internationaux de France de tennis 2014.

## Analyse
Match est un album quasiment muet, à l'image des précédentes œuvres de Panaccione, Toby mon ami (2010) et Âme perdue (2013). Pour l'auteur, storyboarder de profession, « le but est de faire en sorte que le lecteur stimule sa propre créativité. Hitchcock voulait qu'on comprenne ses films sans qu'on entende les dialogues ».
L'inspiration des personnages provient de différentes sources : « pour le personnage de Rod, j'ai effectué une synthèse des meilleurs professionnels « classiques », particulièrement Djokovic et Almagro. On voit qu'il est bronzé, on sent qu'il joue souvent. Marcel, lui, me suit depuis vingt ans, à travers mes albums précédents. Je n'arrive pas trop à lui donner de sens, c'est juste mon acteur. Il change de personnalité selon les histoires. Il faut juste qu'il paraisse décalé dans l'univers qui l'entoure, ou venir d'un autre temps. Je l'ai affublé d'une corpulence impressionnante, car je trouvais rigolo qu'un tennisman semble inadapté à ce genre de sport ».
La conception de l'album s'est réalisée exclusivement sur matériel informatique : « j'ai travaillé ma construction en trois bandes, sur ordinateur. C'était comme si je déroulais un film, une même histoire en continu, ou un long strip. Je ne me suis donc pas posé le problème de l'agencement de la planche, je pouvais avancer, reculer comme je le souhaitais. La mise en page s'est faite ensuite de manière informatique, et automatique. J'ai juste décidé de l'agrandissement de certaines cases. J'essaie de masquer le côté froid que donne l'ordinateur à l'image : je camoufle cela avec certains types de pinceaux, en créant de la matière, en évitant les traits trop droits. J'essaie de garder les accidents graphiques, pour que ce soit vivant ».

## Réception critique
L'album est bien accueilli par la critique lors de sa sortie. Pour Actua BD, « avec un aplomb extraordinaire, l'auteur découpe son histoire point après point, restituant avec beaucoup de justesse les mouvements du tennis et la langueur des jeux qui s'égrènent. C'est bien sûr ce qui rend le décalage comique intéressant : plus le match est dessiné et raconté sérieusement, plus les incursions burlesques fonctionnent ». Selon Télérama, qui classe l'album dans sa « Bédéthèque idéale »,  « le vainqueur de cette épreuve, Grégory Panaccione, tient en haleine grâce à un trait élégant, un sens du détail ultra-poussé, un héros improbable (une baderne pathético-glorieuse) et des péripéties inattendues ».